# 颶風諾伯特 (2014年)
颶風諾伯特（英語：Hurricane Norbert）於2014年9月初在亞利桑那州產生了1000年一遇的降雨事件。2014年太平洋颶風季的第十五場風暴，第十場颶風和第七場大型颶風，諾伯特起源於9月2日與低氣壓區相關的不穏定天氣的地區。風暴大致向西北方移動，這個新指定的熱帶風暴在中度的風切變環境中穩步組織。諾伯特在9月4日早上達到颶風強度，第二天下午達到二級颶風強度。此後，氣旋開始了一個快速增強的時期，9月6日早上，風暴達到風速每小時205公里，最低氣壓950毫巴（百帕; 28.05英寸汞柱）的最高強度。風暴行經逐漸變冷的水域和更穩定的環境中，導致了其最高強度後的減弱趨勢，並在9月8日早上，該系統不再保持足夠的對流而被認為是熱帶氣旋。

## 氣象歷史
8月30日，美國國家颶風中心 (NHC) 表示一個低壓區有可能会在墨西哥海岸線近海形成，並在隨後幾天緩慢發展。這一預測在第二天下午變成現實，當時注意到大面積陣雨和雷暴以及低壓槽。在風切變溫和與海面溫度溫暖的總體有利環境中，對流穩定地合併在一個明顯的低層環流上，並且該擾動在9月2日 UTC 時間15:00獲得足夠的組織度，被視為熱帶氣旋；根據高級散射計 (ASCAT)匹配，它被指定為熱帶風暴諾伯特。由於溫和的東北風切變，預計只會適度地增強。諾伯特在隨後的編隊中大致向西北移動，繞過下加利福尼亞州和墨西哥北部的副熱帶高壓脊的西南邊緣。一直以來，氣旋的雲型逐漸改善，中心密集雲團區及對流衛星上的雨帶较明顯，和一個形成性的內核，帶有對颶風圖像的中級较小的风眼的暗示。結合衛星強度估計，諾伯特於9月4日昇級為一級颶風。

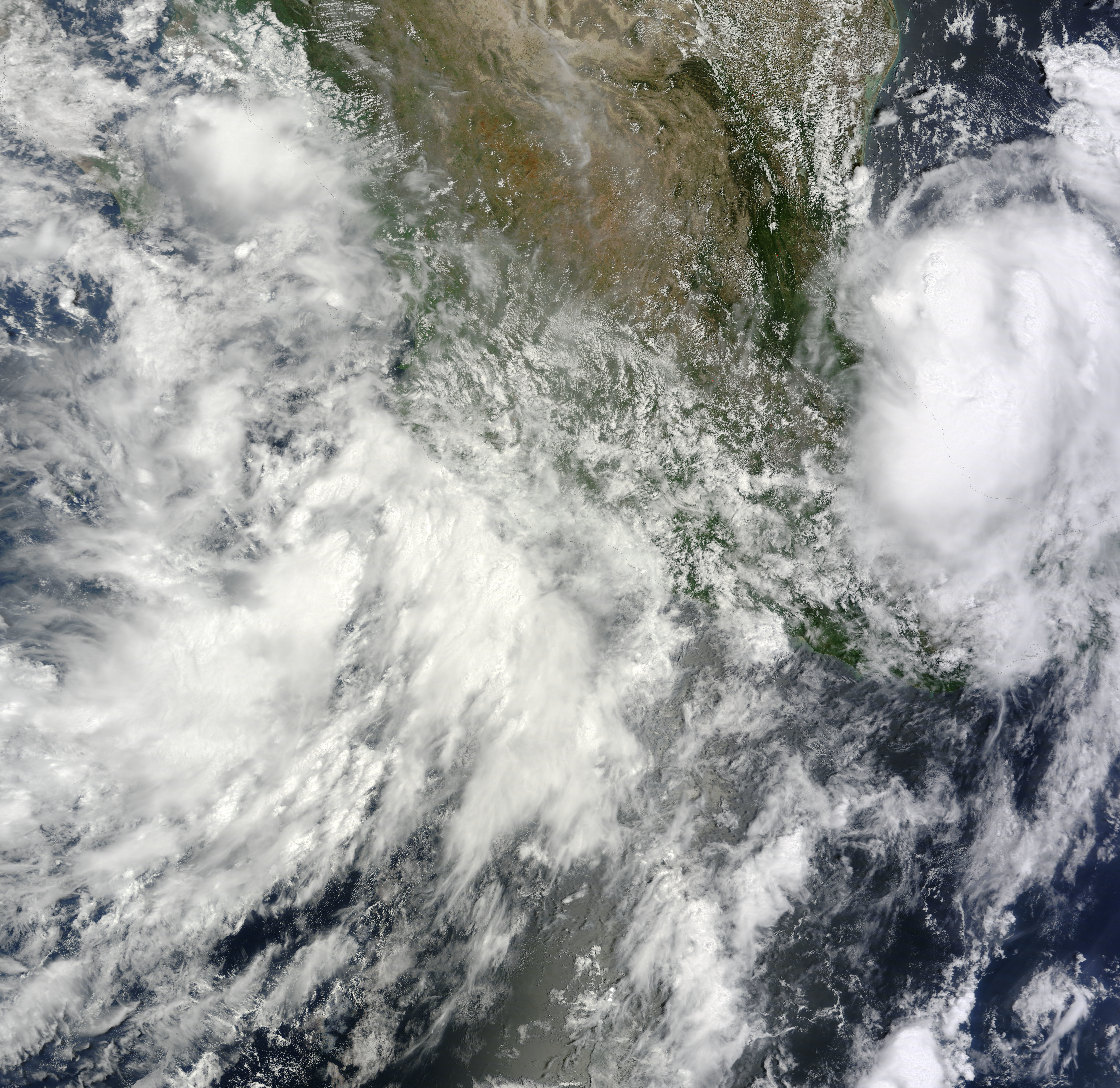
热带风暴诺伯特(左)与多莉 (右)于9月2日 UTC 時間17:30橫跨墨西哥兩岸

9月4日黎明前的幾個小時內，隨著低層和中層環流的錯位及東風切變的增加導致系統暫時失去組織，繼續沿大體向西北方向移動。當天下午，一架空軍預備役颶風獵人飛機對諾伯特進行了調查，記錄的飛行高度最高風速為97英里/小時（156公里/小時），最大地面風速為90英里/小時（145公里/小時），和最低氣壓為970毫巴 (百帕; 28.65英寸汞柱)。9月6日清晨，氣旋開始了一段出乎意料的快速增强時期；在00:00UTC处升級為二級颶風，並且在世界標準時間 06:00，它增強成了一場大型颶風，即薩菲爾-辛普森颶風風力等級的三級颶風。在達到最大風速125英里/小時（205公里/小時）和最小壓力950毫巴（hPa；29.53英寸汞柱）的峰值強度後，諾伯特開始追踪在較冷的海面溫度，隨後出現減弱的趨勢。它在9月6日 UTC 時間21:00内降級為二級颶風，並在第二天UTC時間03:00進一步降级為一級颶風。隨著風暴進入穩定環境，與諾伯特相關的深層對流開始顯著減弱，綜合衛星強度估計值促使NHC在UTC時間15:00將其降級為熱帶風暴。9月8日UTC時 09:00，该系統在沒有深層、有組織的對流超過12小時後，被宣佈為後熱帶氣旋。在接下來的幾天裡，諾伯特的殘餘物向北循環，然後於9月11日消散。

## 防響措施
儘管離墨西哥海岸很遠，曼薩尼約的課程還是停課了一天。錫那羅亞、納亞里特州和哈利斯科州激活了“黃色”（中度）警報。在其他地方，索科羅島、聖貝內迪克托島和南下加利福尼亞州發布了“橙色”（高）警報。索諾拉州南部被置於“黃色”警報之下，而北部則被宣佈為綠色警報。瓜伊馬斯港因小型船隻關閉。長期以來，下加利福尼亞半島官員啟動了900名緊急救援人員，以協助供應食物和燃料。此外，還開設了164個避難所。9月5日，“橙色”警報升級為“紅色”（最高）警報。
當諾伯特的殘餘云系蔓延到美國時，當地國家氣象局發布山洪監測和警告。预警发送在加利福尼亞州、亞利桑那州、內華達州、猶他州和科羅拉多州的部分地區。亞利桑那州的幾所學校因洪水而關閉或推遲。

## 在墨西哥带来的影響
由於山體滑坡，Manzanillo 周圍的道路關閉了三個小時。再往北，哈利斯科州的幾所房屋被淹，在納亞里特州，三人被疏散到避難所。锡那羅亞州馬薩特蘭的一名男子在被洶湧的溪流沖走後死亡，奇瓦瓦州的兩名婦女駕車穿越被洪水淹沒的小溪時溺水身亡。在聖卡洛斯县，一場泥石流迫使兩家酒店的425人尋求庇護。由於雨的关系，城市西北部的一座大壩倒塌，導致城鎮發生5英尺（1.5米）深的洪水。由此產生的洪水破壞了2,500所房屋，使大約2,500人無家可歸，約佔其人口的三分之一。在整個拉巴斯、洛斯卡沃斯和科蒙都，2,000人被疏散到避難所。

## 在美國西南部带来的洪水影響

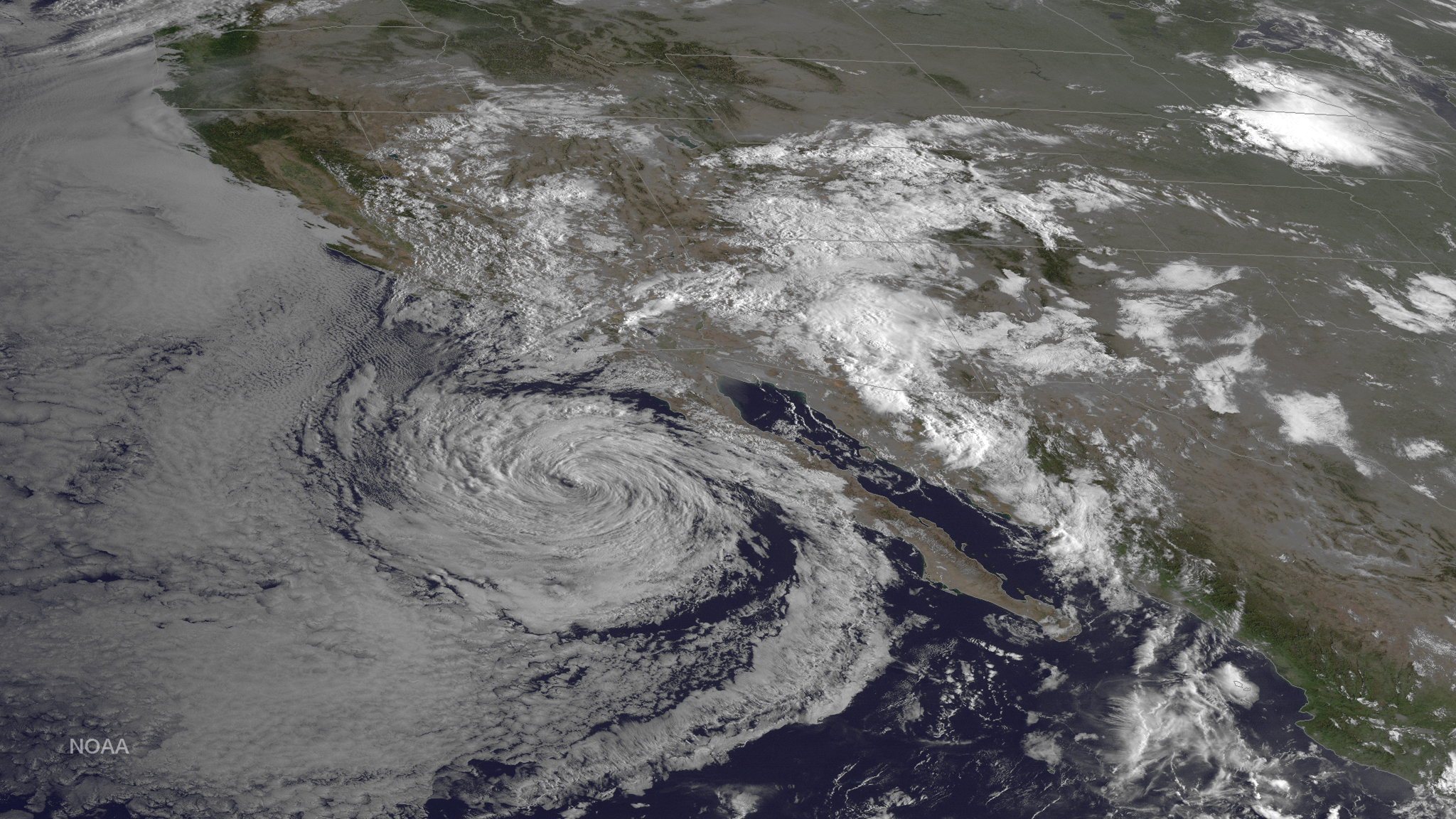
與諾伯特殘留物相關的濕氣在美國西南部的大部分地區引發了山洪暴發

諾伯特的環流，連同大西洋多莉的殘餘，將濕氣输送到墨西哥西北部和美國西南部。南加州的降雨量在赫米特達到3英寸（76毫米）左右。降雨導致多條高速公路和其他道路發生洪水，74號公路沿線芒廷森特附近的70輛汽車擱淺。在棕櫚泉附近，40多名旅客的汽車被淹後需要救援。附近的一所學校被疏散。由於洪水，大約70名駕車者被困在加利福尼亞州74號公路上。沿着里弗赛德北段，許多樹木和電線被吹倒。幾乎所有橫跨內陸帝國的高速公路都被淹沒了。該州的損失達706,000美元。

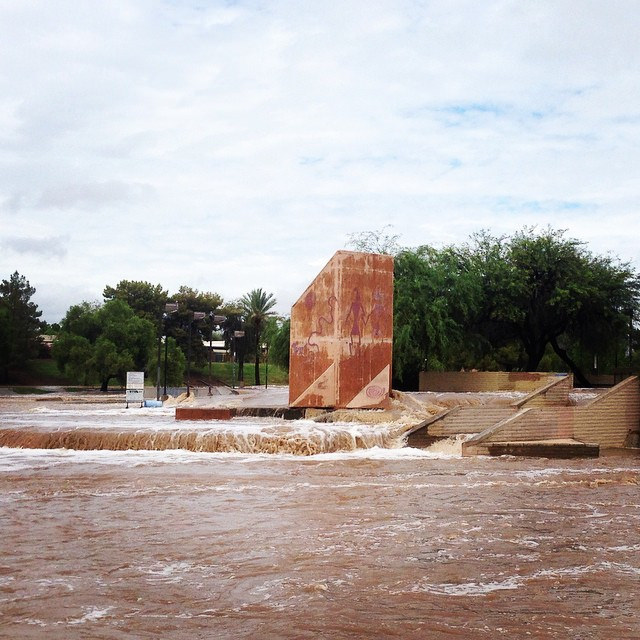
正被洪水淹没的亞利桑那州斯科茨代爾

在亞利桑那州，錢德勒附近的降雨量達到了6.09英寸（155毫米）的峰值。在七個小時的時間裡，鳳凰城天港國際機場錄得3.30英寸（84毫米）的降雨量，打破了75年前的日降雨量記錄。這也是單個日曆日中最高的降雨量，但低於該站24小時的總降雨量。降雨量超過全市夏季平均的降雨量，大約每三個馬里科帕縣雨量計中的一個創下了歷史記錄。Chandler 和梅薩的累積被認為是1000年一遇的事件，而Phoenix被計算為200年一遇的事件。洪水淹沒了多條道路和高速公路，導致17號和10號州際公路的部分路段關閉。全縣有10,000名用戶斷電。在梅薩，100戶家庭的居民被撤离。兩名婦女死亡，一名在皮納爾縣，一名在圖森；兩人都被車內的洪水沖走。圖森的水域深達15英尺（4.6米）。在一些地方，泵站無法應對洪水。該州約有10,000人斷電。為應對洪水，州长简·布鲁尔(Jan Brewer) 發布了緊急狀態，並命令非必要的工人留在家中。總體而言，這次洪水是自1970年以來對該州影響最嚴重的一次。全州損失總額達1800萬美元。遭受了嚴重破壞，部分道路被沖走，碎片覆蓋了大片道路。由於損壞的嚴重性，新墨西哥州交通部無限期關閉了這條道路，並表示可能要一個多月才能重新開放。
在內華達州，短時間內總降雨量超過4英寸（100毫米），造成莫阿帕谷自1981年以來最嚴重的洪水。水域封閉了15號州際公路雙向30英里（48公里）的路段，幾輛汽車沿著州際公路被沖走，並損壞了道路，迫使關閉了幾天。這條道路的維修費用預計將超過500萬美元。由於洪水，莫阿帕的印第安人保留地被疏散。由於12英尺（3.7米）深的水域，多達200名兒童被困在一所小學。該州的損失達964萬美元。

## 外部連結
- 國家颶風中心有關諾伯特公告的存檔 （页面存档备份，存于）
- 國家颶風中心有關諾伯特圖像的存檔 （页面存档备份，存于）